# Isela Xospa
Isela Xospa (Milpa Alta, Ciudad de México, 1975) es una diseñadora, ilustradora y escritora nahua mexicana ganadora del Premio Antonio García Cubas al Mejor Libro y Labor Editorial en el ámbito de la Antropología y la Historia en 2021. Fundadora de Ediciones XospaTronik, un proyecto gráfico independiente que aborda temáticas y personajes de los pueblos originarios de México que ha sido publicado por el Diario de Nueva York y se ha presentado en bibliotecas de esa ciudad. Es activista por la preservación de la lengua náhuatl y el patrimonio cultural de Milpa Alta. 

## Trayectoria

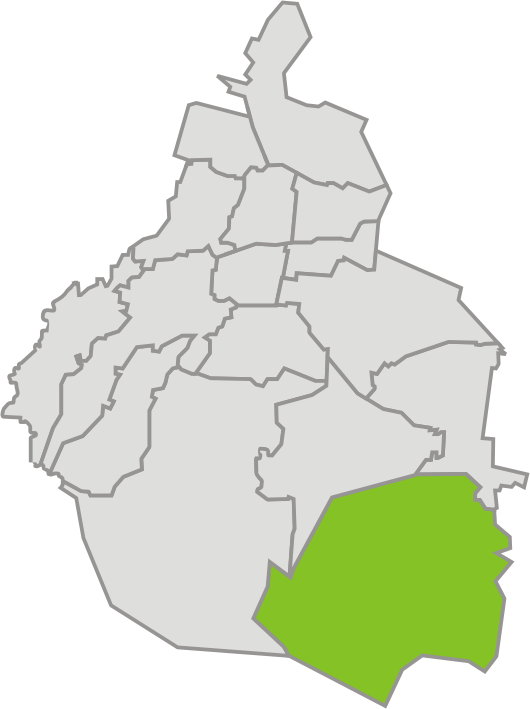
Alcaldía de Milpa Alta en la Ciudad de México.

Isela Xospa es originaria de lo que anteriormente se conocía como Malacachtépec Momoxco (alcaldía de Milpa Alta), región nahua del sureste de la Ciudad de México. No aprendió náhuatl en su infancia ni las tradiciones de sus antepasados como tejer y el uso del telar de cintura por el temor de sus familiares a que sufriera discriminación, su generación ya no compartió su lengua con sus descendientes, lo que ocasionó una pérdida de identidad cultural.
En palabras de Isela:

En la Ciudad de México y específicamente en la Alcaldía de Milpa Alta la lengua sufrió una pérdida casi total en tan solo tres generaciones, es decir, en un periodo aproximado de  cincuenta años pasamos del 100% de hablantes de lengua indígena al 3.068%

Sus padres le inculcaron la importancia de que se preparara y estudiara una carrera profesional para que pudiera salir de Milpa Alta y se desempeñara cómo profesionista. Estudió una licenciatura en Diseño de la Comunicación Gráfica con especialidad en Animación en la Universidad Autónoma Metropolitana Unidad Xochimilco. Al concluir sus estudios, trabajó en el Fondo de Cultura Económica. Durante ese período, se relacionó con un programa social con presencia en el Reino Unido, que le proporcionó la oportunidad de viajar y vivir temporalmente en Inglaterra y Gales. En esta última ciudad, observó que aunque la lengua oficial es el inglés, las personas también se comunicaban en idioma galés y todos los servicios públicos eran bilingües, los nombres de las calles se exhibían en galés y en inglés, ser bilingüe se consideraba como una ventaja, mientras que en México hablar una lengua indígena, se veía como una desventaja. Durante esa estancia se encontró con Emily Cantrell, una joven que conoció en Milpa Alta, y que se había mudado a Nueva York. Fue ella quien Invitó a Isela a conocer la ciudad de Nueva York.

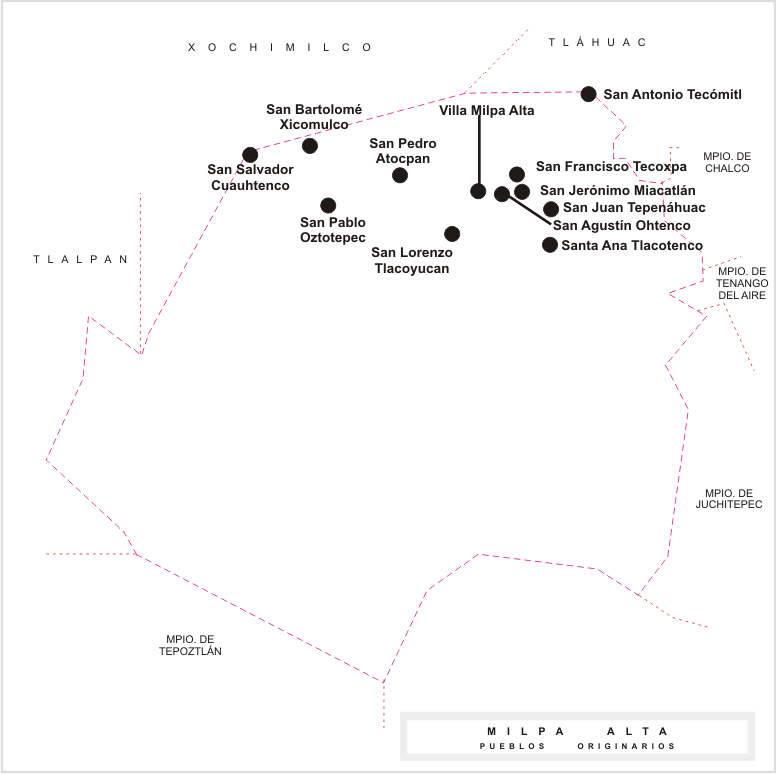
Pueblos originarios de Milpa Alta

Trabajó en distintos restaurantes y cafeterías para sostener su estancia en la ciudad; mientras trabajaba en una cafetería conoció a un colaborador cercano de David Bowie, quien la recomendó para una estancia en el proyecto de archivo del artista,  debido a sus habilidades digitales ya que había estudiado diseño gráfico. Tras tener éxito en las entrevistas con el mánager y con el curador de arte del artista, Isela obtuvo el trabajo. Entre sus actividades se encontraba catalogar y organizar el acervo fotográfico entre otros artículos del artista, lo que se convirtió en una reconocida exposición titulada David Bowie is... que incluyó más de 400 capturas de alta resolución de distintos artículos. Trabajó en la empresa por más de 11 años, hasta que cerró la oficina tras el fallecimiento de David Bowie.
Trabajar en la memoria audiovisual de Bowie inspiró a Isela a ilustrar y recrear historias que había escuchado desde niña, las editó e imprimió de manera independiente. Otra de las razones que la motivó fue encontrar en una biblioteca pública en Nueva York una variedad de libros escritos en náhuatl sobre Milpa Alta, a los cuales ella nunca tuvo acceso en su comunidad. A partir de ese momento, empezó a crear y editar libros con la temática de su pueblo con la idea de que los niños y niñas de su comunidad tengan acceso a ellas y se sientan orgullosos de sus raíces.
Entre 2014 y 2015 acepta proyectos para ilustrar, al mismo tiempo que cultiva su interés por conocer sus raíces indígenas, las obras a las que tuvo acceso eran en su mayoría ediciones bilingües alemán-náhuatl. De ahí, surge la idea de MomoxcoTown (que posteriormente se convierte en Un lugar llamado Momoxco), una ilustración en la que plasma a cu comunidad de Milpa Alta, el paisaje natural y sus habitantes, con los oficios tradicionales, y desarrolla la iconografía que va caracterizando su proyecto.
A su regreso a la Ciudad de México, presentó su proyecto sobre la editorial en lengua indígena en la Universidad Autónoma Metropolitana Unidad Xochimilco para estudiar la maestría en Diseño y Producción Editorial.  Una vez aceptada, se concentró en construir una editorial independiente, que se ha convertido en una edición comunitaria; este tipo de trabajo permanece en su territorio y se centra en contar historias, temáticas y personajes con las que se pueda tener un vínculo de identidad. Para Isela el no recibir clases en náhuatl ni conocer libros sobre las historias de su pueblo influyó en su falta de identidad cultural, pero hasta el 2013, cuando vivió en Nueva York, Estados Unidos fue que se cuestionó sobre las lenguas originarias de México, el desprecio hacia ellas y la indiferencia de su desaparición, de ahí la pasión de visibilizar el problema dando origen a su activismo. Isela Xospa no aprendió nahuatl en su infancia, por lo se inscribió en la Academia de la Lengua y la Cultura Náhuatl en Santa Ana Tlacotenco. Al realizar estudios en su pueblo, se ha integrado al colectivo de hablantes de náhuatl y ha establecido alianzas para reinterpretar los orígenes y la historia milpaltense.

## Activismo

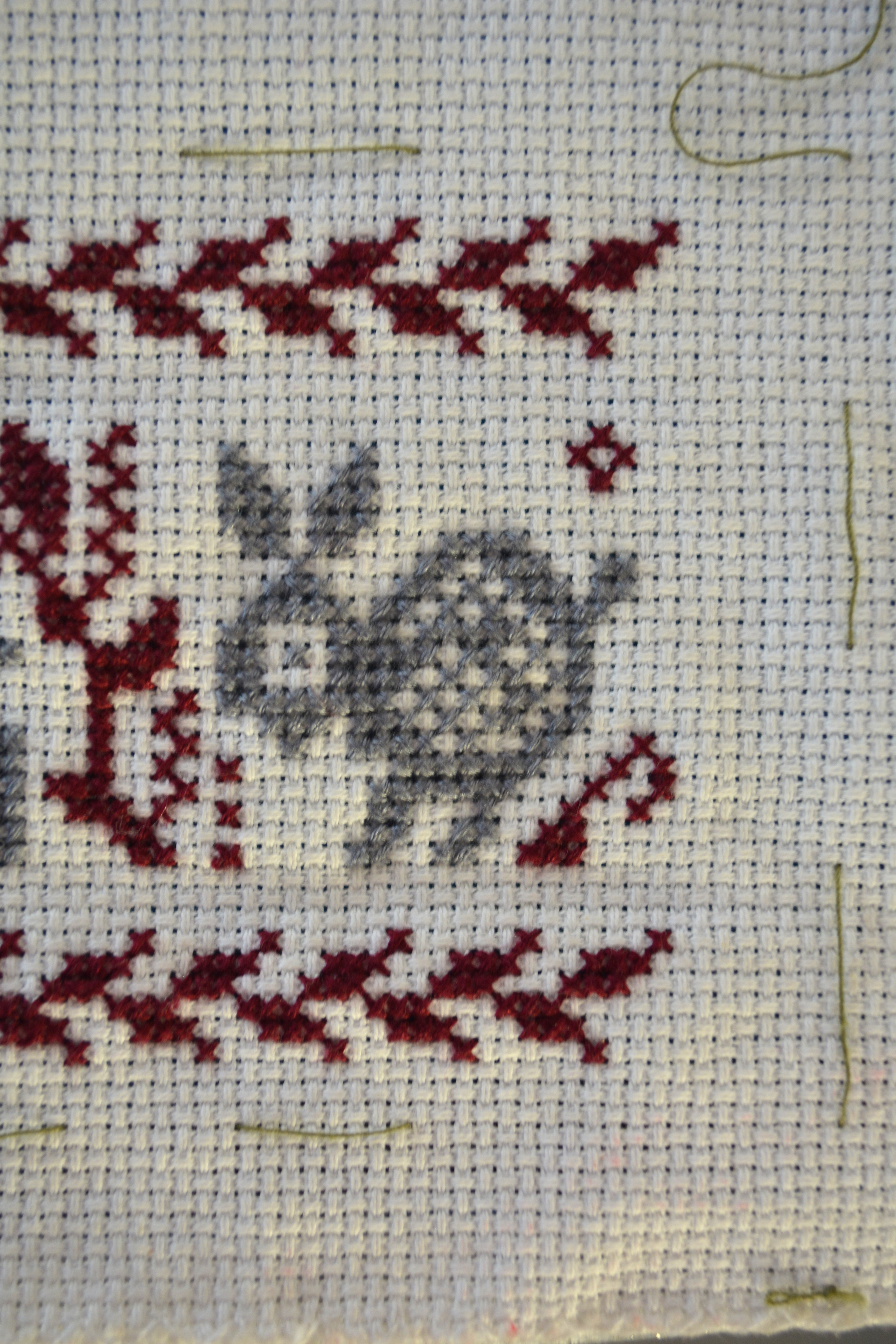
Diseño textil en telar de cintura, Milpa Alta, Ciudad de México.

Isela Xospa participó con la Red de Activismo Digital de Lenguas Indígenas en el proyecto de @ActLenguas junto a otros activistas latinoamericanos hablantes de lenguas indígenas compartiendo información relevante con el objetivo de sensibilizar sobre la importancia de mantener viva su lengua y continuar con el patrimonio cultural de su comunidad.
Adicionalmente apoya y difunde el trabajo de otros colectivos, promueve alianzas e intercambio con organismos que se identifican con la igualdad, equidad e inclusión social. Trabaja en mantener los procesos comunitarios de sus antepasados, retomando las tradiciones culturales y otras actividades que aportan a su identidad cultural. Se ha sumado a causas como la preservación del medio ambiente, la salvaguarda de saberes tradicionales y cultura de los pueblos originarios. Ha dado difusión a la importancia de revitalizar la lengua náhuatl y la identidad de la historia de su pueblo basada en la cultura indígena. Su activismo se dirige principalmente a niños y niñas a través de libros y materiales en lengua indígena.

Los niños y jóvenes de mi comunidad no poseen libros con historias locales, no hay canales de Youtube que se centren en producir lecciones en náhuatl dirigidas e ellos, no hay podcast en los que puedan escuchar las voces e historias de las personas mayores que todavía hablan el náhuatl zona, no tienen libros de texto, literatura o audiolibros para practicar su nivel de aprendizaje de la lengua. El hueco es enorme y las oportunidades de desarrollar material editorial, colecciones, personajes, audios, videos son, a nuestro parecer, ilimitados. Por tal motivo puedo concluir que la situación actual de la lengua náhuatl en mi comunidad es de resistencia pues se niega a desaparecer, el internet y el acceso a la información han despertado el interés de las generaciones más jóvenes para volver a su pasado, entonces, la lengua está en crecimiento, expansión y llena de espacios de oportunidad pues la demanda de este tipo de material crece cada día.
Isela Xospa

Colabora con el proyecto Activismo digital en lenguas Indígenas. Intercambio de experiencias, una alianza entre los pueblos originarios de América y que se desarrolla en colaboración con la Embajada de Canadá en México, este proyecto ha logrado la participación de alrededor de 40 países. Isela participa en la producción y edición de materiales gráficos en lengua indígena enfocándose en el público infantil y juvenil. Como parte de la difusión de su obra, participó en el Festival Latinoamericano de Lenguas Indígenas en Internet en Guatemala.
Otro de sus proyectos es la recuperación del textil tradicional hecho en telar de cintura, si bien aún se practica, sólo se utiliza con fines religiosos, pero no como vestimenta para las personas. Esta tradición casi se ha perdido por completo, por esta razón considera necesario recuperarla y ella misma ha tomado clases de telar de cintura con la iconografía original.

## Obras
Isela ha editado una colección de alrededor de 40 libros ilustrados, algunos de ellos con textos en náhuatl, las impresiones de sus libros se han financiado por medio de subsidios públicos, como los que se destinan específicamente para proyectos de los Pueblos Originarios de la Ciudad de México, lo que le permite entregar los libros de manera gratuita en su comunidad, y mantener un equipo que colabora en la corrección de estilo, traducción y diseño editorial.
Algunas de sus obras conocidas son las siguientes:
- Conetamalli, 2021.
- Antología bilingüe de cuento y poesía. Ilustración. Creación Literaria Gusanos de la memoria, 2020.
- In miqui yoli. El muerto vivo, 2019.
- In cuacuahueh tzatzahtzini. La vaca chillona, 2019.
- Nelpiloni, 2016.
- Los animales del bosque, del campo y del solar, 2016.
- Un lugar llamado Momoxco, 2016.
- La vestimenta tradicional de Malacachtepec Momoxco, 2016.
- In tlapaltin. Los colores, 2015.
- Los números del 1 al 10 en Náhuatl, 2015.
- Aprendo palabras en Náhuatl, 2015.
- Teuhtli. el gran príncipe de Momoxco, 2015.
- Los doce pueblos de Milpa Alta, 2015.
- Las terrazas de cultivo en Momoxco, 2015.
- El gigante amaestrado (ilustración), España, 2009.
- ¿Dónde esta mi valor? (ilustración), España, 2006.

## Reconocimientos
- Premio Antonio García Cubas, Mejor Libro y Labor Editorial en el ámbito de la Antropología y la Historia, Categoría Obra Infantil, 2021.